# Jackie Oliver
Keith Jack Oliver (Chadwell Heath, Essex, Anglia, 1942. augusztus 14. –) brit autóversenyző, volt Formula–1-es pilóta, egyszeres Le Mans-i 24 órás verseny győztese. A Formula–1-es Arrows csapat megalapítója.

## Pályafutása
Egy Lotusszal versenyzett a Formula–2-ben, majd Jim Clark halála után, 1969-ben leigazolták a Formula–1-es Lotus csapatába. Az első két futamon ütközött, a brit nagydíjon azonban az élen haladt, amikor nehézségei támadtak az áttétellel, és végül kiesett a versenyből. A szezon végén harmadik lett a mexikói nagydíjon. A csapat 1970re Jochen Rindtet szerződtette le. Jackie néhány évig a BRMnél versenyzett, s kétszer is pontszerző helyen végzett. 1973-ban az új Shadow csapat színeiben tért vissza a Formula–1-be, és a Mosport Parkban megtartott kanadai nagydíjon harmadik lett. F1 1977-ben a Shadownál versenyzett és tevékenyen részt vett a csapat vezetésében is. 1978-ban otthagyta a Shadowt és megalapította az Arrowst, amelyet 1996-ban adott el Tom Walkinshawnak.

## Eredményei

### Teljes Formula–1-es eredménysorozata
(Táblázat értelmezése)

(Félkövér: pole-pozícióból indult; dőlt: leggyorsabb kört futott) 

| Év   | Csapat                     | Kaszni        | Motor               | 1      | 2      | 3      | 4      | 5      | 6      | 7      | 8      | 9      | 10     | 11     | 12     | 13     | 14    | 15     | 16  | 17  | Helyezés | Pont |
| ---- | -------------------------- | ------------- | ------------------- | ------ | ------ | ------ | ------ | ------ | ------ | ------ | ------ | ------ | ------ | ------ | ------ | ------ | ----- | ------ | --- | --- | -------- | ---- |
| 1967 | Lotus Components Ltd.      | Lotus 48 (F2) | Cosworth Straight-4 | RSA    | MON    | NED    | BEL    | FRA    | GBR    | GER 5  | CAN    | ITA    | USA    | MEX    |        |        |       |        |     |     | -        | 0    |
| 1968 | Gold Leaf Team Lotus       | Lotus 49      | Cosworth V8         | RSA    | ESP    | MON Ki |        |        |        |        |        |        |        |        |        |        |       |        |     |     | 15.      | 6    |
| 1968 | Gold Leaf Team Lotus       | Lotus 49B     | Cosworth V8         |        |        |        | BEL 5  | NED -  | FRA    | GBR Ki | GER 11 | ITA Ki | CAN Ki | USA NI | MEX 3  |        |       |        |     |     | 15.      | 6    |
| 1969 | Owen Racing Organisation   | BRM P133      | BRM V12             | RSA 7  | ESP Ki | MON Ki | NED Ki | FRA    | GBR Ki |        |        |        |        |        |        |        |       |        |     |     | 16.      | 1    |
| 1969 | Owen Racing Organisation   | BRM P138      | BRM V12             |        |        |        |        |        |        | GER Ki |        |        |        |        |        |        |       |        |     |     | 16.      | 1    |
| 1969 | Owen Racing Organisation   | BRM P139      | BRM V12             |        |        |        |        |        |        |        | ITA Ki | CAN Ki | USA Ki | MEX 6  |        |        |       |        |     |     | 16.      | 1    |
| 1970 | Owen Racing Organisation   | BRM P153      | BRM V12             | RSA Ki |        |        |        |        |        |        |        |        |        |        |        |        |       |        |     |     | 20.      | 2    |
| 1970 | Yardley Team BRM           | BRM P153      | BRM V12             |        | ESP Ki | MON Ki | BEL Ki | NED Ki | FRA Ki | GBR Ki | GER Ki | AUT 5  | ITA Ki | CAN -  | USA 7  | MEX Ki |       |        |     |     | 20.      | 2    |
| 1971 | Bruce McLaren Motor Racing | McLaren M14A  | Cosworth V8         | RSA    | ESP    | MON    | NED    | FRA    | GBR Ki | GER    |        | ITA 7  | CAN    | USA    |        |        |       |        |     |     | -        | 0    |
| 1971 | Bruce McLaren Motor Racing | McLaren M19A  | Cosworth V8         |        |        |        |        |        |        |        | AUT 9  |        |        |        |        |        |       |        |     |     | -        | 0    |
| 1972 | Marlboro BRM               | BRM P160B     | BRM V12             | ARG    | RSA    | ESP    | MON    | BEL    | FRA    | GBR Ki | GER    | AUT    | ITA    | CAN    | USA    |        |       |        |     |     | -        | 0    |
| 1973 | UOP Shadow Racing Team     | Shadow DN1    | Cosworth V8         | ARG    | BRA    | RSA Ki | ESP Ki | BEL Ki | MON 10 | SWE Ki | FRA Ki | GBR Ki | NED Ki | GER 8  | AUT Ki | ITA 11 | CAN 3 | USA 13 |     |     | 14.      | 4    |
| 1977 | Shadow Racing Team         | Shadow DN8    | Cosworth V8         | ARG    | BRA    | RSA    | USW    | ESP    | MON    | BEL    | SWE 9  | FRA    | GBR    | GER    | AUT    | NED    | ITA   | USA    | CAN | JPN | -        | 0    |

## Fordítás
- Ez a szócikk részben vagy egészben  a   Jackie Oliver című angol Wikipédia-szócikk fordításán alapul.  Az eredeti cikk szerkesztőit annak laptörténete sorolja fel. Ez a jelzés csupán a megfogalmazás eredetét és a szerzői jogokat jelzi, nem szolgál a cikkben szereplő információk forrásmegjelöléseként.

## Külső hivatkozások
- Profilja a grandprix.com honlapon (angolul)
- Profilja a statsf1.com honlapon (angolul)